# ザンガ＝ンドキ国立公園
ザンガ＝ンドキ国立公園（Parc national de Dzanga-Ndoki）は、中央アフリカ共和国南西部に位置する国立公園であり、2012年に世界遺産リストに登録された「サンガ川流域の3か国保護地域」の構成資産の一つである。1990年に設定された面積1,143.26平方キロメートル (441.42 sq mi)の国立公園だが、北のザンガ地区（ザンガ自然公園）49,500 ha (122,317 ac)と南のンドキ地区（ンドキ自然公園）72,500 ha (179,151 ac)という互いに離れた2つの地区で構成されている。ザンガ地区で有名なのは、1平方キロメートル当たり1.6頭というゴリラの生息数の多さで、ニシローランドゴリラの密度としては世界最大級のものである。 ジャンガ＝ンドキ国立公園と表記されることもある。
ザンガ地区とンドキ地区の間にはザンガ＝サンガ特別保護地域335,900 ha (830,027 ac)がのびており、その保護地域とザンガ＝ンドキ国立公園は、互いに固有の保護上の地位を持ちつつ、ザンガ＝サンガ保護地域群（DSPAC）を形成している。ザンガ＝ンドキ国立公園は、より上位のまとまりとして世界遺産「サンガ川流域の3か国保護地域」の一部を形成している（ザンガ＝サンガ特別保護地域は世界遺産登録範囲の緩衝地域で、世界遺産には含まれていない）。また、2008年にこの国立公園を含む275,000 haの範囲が、「中央アフリカのサンガ川」（Rivière Sangha située en République Centrafricaine）としてラムサール条約の登録地になった。

## 地理

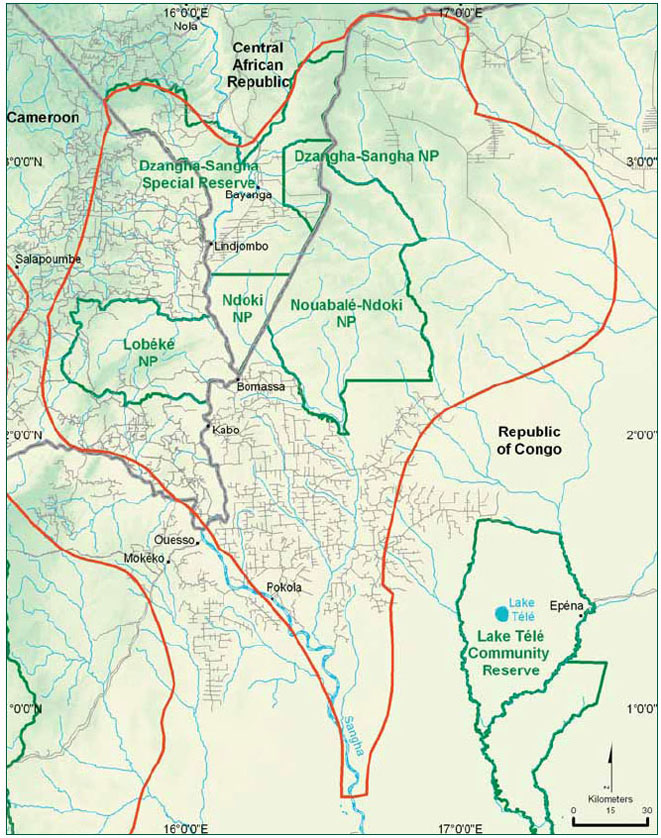
サンガ川流域の3か国保護地域の範囲。ザンガ＝ンドキ国立公園は三角形の部分

ザンガ＝ンドキ国立公園は、中央アフリカ共和国の南西端の三角形の場所に位置している。この地域を流れる主流はサンガ川である。中央アフリカ共和国、カメルーン、コンゴ共和国の正確な国境地点はサンガ川中の北緯2度13分14秒 東経16度11分31秒 / 北緯2.22056度 東経16.19194度に位置し、これが公園の南西端にもなっている。
公園の海抜標高は340 m (1,120 ft)から615 m (2,018 ft)で、公園全体が沖積層の砂の上にある。河川に沿って森林が開けており、バイ（bai）と呼ばれる湿潤な窪地も見られる。ザンガ・バイ（Dzanga Bai）は「ゾウたちの村」を意味し、250m×500mの砂が多い場所で、動物たちが塩をなめにやってくる。その中央部を小川であるザンガ川（Dzanga river）が横切っている。1997年以降、バイ・ホコウ（Bai Hokou）は霊長類馴化プログラムの拠点となっており、調査とともに、観光客向けのゴリラの馴化が行われている。
ザンガ地区では1980年代に森林伐採などが行われたが、ンドキ地区には原生林が残っている。2006年の時点で、国立公園の北西部にあたるロベ川（Lobé River）流域には、少なくとも15箇所のダイヤモンド鉱山が存在していた。

## 動物相と植物相
ザンガ＝ンドキ国立公園の森林は、3つの類型に分けることが出来る。すなわち、主に乾燥している地帯、川沿いの湿地帯を含む半常緑林、リンバリ（Gilbertiodendron dewevrei）が生い茂る鬱蒼とした森林の3種である。乾燥帯の森林はアオギリ科やニレ科の木々が茂り、林冠は開けている。その低木層はしばしばクズウコン科やショウガ科などの植物が見られる。サンガ川沿いにはコンゴコーパルノキ（Guibourtia demeusei、通称ブビンガ）が、森林の中には地元のヤシ酒の醸造に用いられるラフィアヤシが見られる。
主要な森林の動物相にはニシローランドゴリラ、マルミミゾウ、チンパンジー、モリイノシシ、アカカワイノシシ、シタツンガ、ボンゴ、アフリカアカスイギュウ、ダイカー亜科の6種、ハイエナ、そしてカニ、カメなど、手付かずの個体群が見られる。ザンガ地区のゴリラの密度は1平方キロメートルあたり1.6体となっており、ニシローランドゴリラについて報告された密度の中では最高位の部類に属する。
また、ザンガ＝ンドキ国立公園は重要野鳥生息地（#CF008）にもなっており、他の2つの重要野鳥生息地、すなわちカメルーンのロベケ（#CM033）とコンゴ共和国のヌアバレ＝ンドキ（#CG001）と接している。ザンガ＝ンドキ国立公園で報告されている鳥類は350種以上に上り、少なくとも260種が繁殖地としているものと見込まれている。シロボシヒメコマドリの仲間であるスティプロルニス・サンゲンシス（Stiphrornis sanghensis）はザンガ＝サンガでのみ報告されている新種だが、コンゴ民主共和国、カメルーン、コンゴ共和国などの近隣地域にも生息している可能性はあることから、より詳しいことは未解決である。